# Јамник (Врхника)
Јамник (словен. Jamnik) је насељено место у општини Врхника, Средњесловенска регија, Словенија.

## Историја
До територијалне реорганизације у Словенији био је у саставу општине Врхника. Као самостално насеље Јамник постоји од 2002. године. Настао је издвајањем дела из насеља Заплана.

## Становништво
У попису становништва из 2011. године, Јамник је имао 20 становника.
| Број становника према пописима |
| ------------------------------ |
| 2011                           |
| 20                             |

Напомена: Године 2002. настала издвајањем дела из насеља Заплана.